# دکتر آنتونیو (مجموعه تلویزیونی)
دکتر آنتونیو (ایتالیایی: Il dottor Antonio) یک مجموعG تلویزیونی ایتالیایی است که در سال ۱۹۵۴ میلادی از شبکهٔ رای پخش شد. این مجموعه بر پایهٔ رمانی به همین نام اثر جووانی روفینی ساخته شد.

## بازیگران
- میراندا کامپا
- اولینتو کریستینا
- اما دانیلی
- جاکومو فوریا
- آنتونیو چیفاریلو
- کورادو پانی
- آلیگیره نوسکزه